# Białogard (gmina)
Białogard est une gmina rurale du powiat de Białogard, Poméranie occidentale, dans le nord-ouest de la Pologne. Son siège est la ville de Białogard, bien qu'elle ne fasse pas partie du territoire de la gmina.
La gmina couvre une superficie de 327,93 km2 pour une population de 7 767 habitants en 2018.

## Géographie

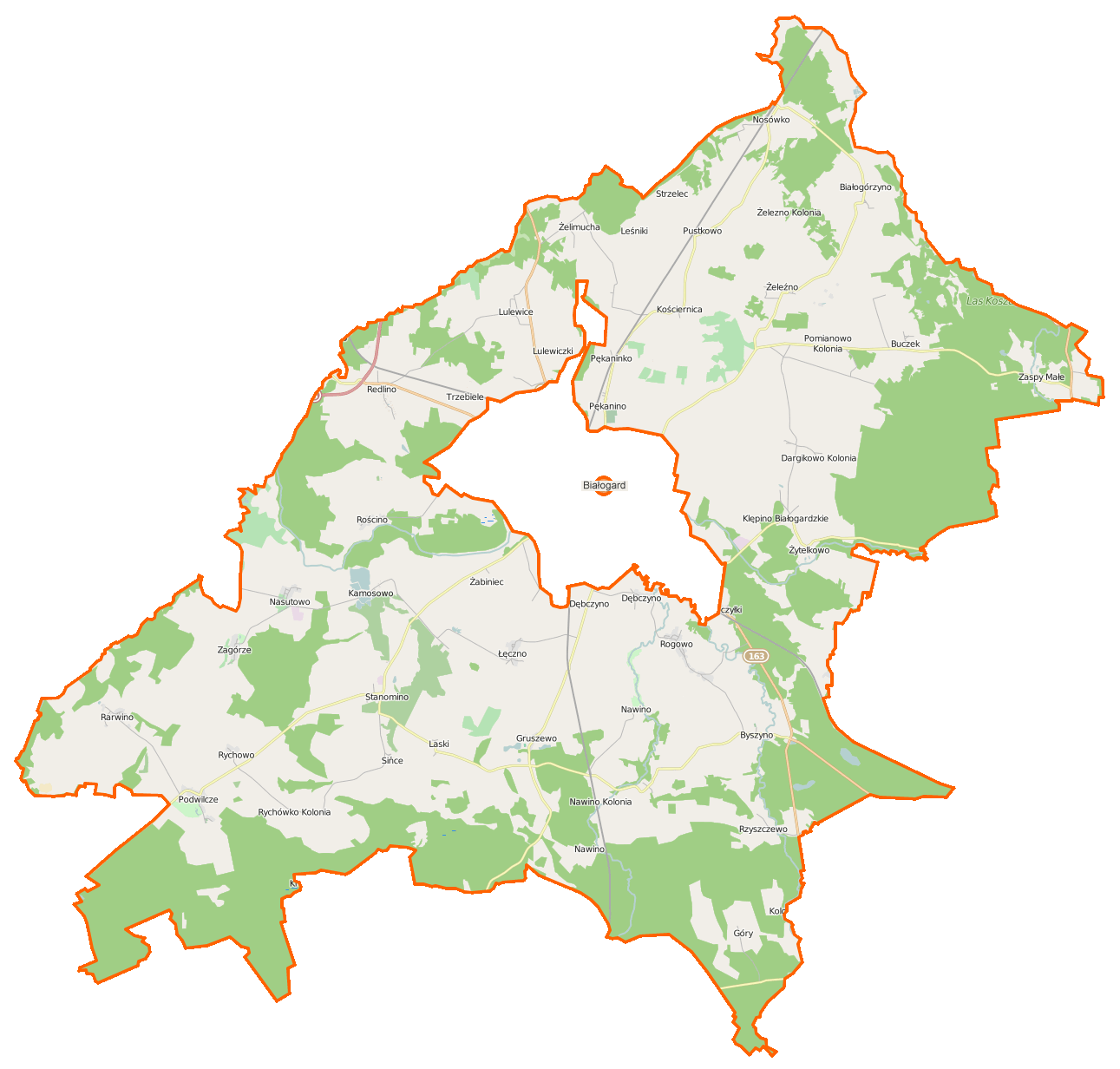
Carte de la gmina de Białogard.

La gmina inclut les villages de Białogórzynko, Białogórzyno, Buczek, Byszyno, Czarnowęsy, Dargikowo, Dębczyno, Góry, Gruszewo, Kamosowo, Klępino Białogardzkie, Kościernica, Laski, Łęczenko, Łęczno, Łęczynko, Leśniki, Liskowo, Lulewice, Lulewiczki, Moczyłki, Nasutowo, Nawino, Nosówko, Pękaninko, Pękanino, Podwilcze, Pomianowo, Przegonia, Pustkówko, Pustkowo, Rarwino, Redlino, Rogowo, Rościno, Rychówko, Rychowo, Rzyszczewo, Sińce, Stajkowo, Stanomino, Strzelec, Tarpnowo, Trzebiec, Trzebiele, Wronie Gniazdo, Wygoda, Żabiniec, Ząbki, Zagórze, Zaspy Małe, Żeleźno, Żelimucha et Żytelkowo.
La gmina borde la ville de Białogard et les gminy de Biesiekierz, Karlino, Połczyn-Zdrój, Rąbino, Sławoborze, Świeszyno et Tychowo.